# Single 8
Il Single 8 è un formato cinematografico a passo ridotto per uso amatoriale che può essere accomunato al Super 8, data la loro sostanziale somiglianza. Fu introdotto dalla Fujifilm nel 1965, lo stesso anno in cui la Kodak introdusse il formato Super 8.

## Origini e impiego
Pochi anni prima del lancio sul mercato del Super 8, la Kodak aveva illustrato su una sua rivista aziendale le caratteristiche del nuovo progetto. La Fujifilm, che pure stava lavorando ad un caricatore chiuso per pellicole 8 mm, decise di adottare una pellicola simile a quella della Kodak per dimensioni del fotogramma e passo delle perforazioni (tuttavia nella pellicola giapponese tale passo è, in modo impercettibile ad occhio nudo, più ampio).
A differenza di quanto accade nel caricatore Super 8, in cui la bobina debitrice e quella creditrice sono coassiali e il pressore è incorporato nel caricatore, nel caricatore Single 8 le due bobine sono poste sullo stesso piano ma su due diversi assi di rotazione (si pensi ad una musicassetta o ad una cassetta VHS). Ciò elimina i due difetti d'origine del Super 8: appunto il pressore incorporato nel caricatore, non certo affidabile come il pressore di una cinepresa, e l'impossibilità di far scorrere al contrario la pellicola nella cinepresa (e quindi, ad esempio, di ottenere agevolmente dissolvenze incrociate in fase di ripresa). 
Per poter ospitare 15 metri di pellicola, viste le ridotte capacità della cartuccia giapponese, si rese inoltre necessario adottare come supporto il poliestere che, essendo più resistente del triacetato, consentiva di fabbricare una pellicola più sottile.
A causa delle differenze fra i due caricatori, le cineprese destinate al Single 8 non possono accogliere caricatori Super 8 e viceversa (una cinepresa multiformato è stata in realtà fabbricata dalla Elmo, una casa giapponese, ma si è trattato di un'eccezione). Uno stesso  proiettore può invece ovviamente accogliere pellicole sia Super 8, sia Single 8.
Il supporto del Single 8, in poliestere anziché in triacetato, rende inoltre necessario il montaggio a secco, cioè mediante nastro trasparente adesivo. Inoltre, nel caso di montaggio di spezzoni di pellicola da proiezione Single 8 con spezzoni Super 8, è necessario regolare la messa a fuoco del proiettore nel passaggio da un tipo di spezzone all'altro tipo, a causa del diverso spessore dei due supporti.
Come la pellicola Super 8, così anche la pellicola Single 8 può essere dotata di due piste sonore magnetiche, sia durante la fabbricazione (pellicola prepistata), sia dopo lo sviluppo. Le due piste magnetiche hanno le stesse caratteristiche di quelle del Super 8: la prima pista, di 0,8 mm (pista principale), è destinata a ospitare la colonna sonora; la seconda pista, di 0,4 mm, (pista secondaria), pensata in origine solo come "pista di compensazione" (cioè con lo scopo di evitare che lo spessore della pellicola fosse diverso sui due lati), fu in seguito usata come seconda pista audio stereo (in tal caso destinando la prima al canale sinistro, la seconda al canale destro di una registrazione stereofonica) o come pista supplementare per montaggi sonori (quando vennero messe in vendita cineprese in grado di registrare il suono in presa diretta sulla pista principale).
Nel maggio del 2006 la Fuji ha annunciato l'uscita di produzione del single 8. I caricatori in questo formato dovrebbero, però, continuare ad essere disponibili grazie all'intraprendenza di alcuni laboratori.